# Sint-Ulriks-Kapelle
Sint-Ulriks-Kapelle is een dorpje in de Belgische provincie Vlaams-Brabant en een deelgemeente van Dilbeek. Het was een zelfstandige gemeente tot aan de gemeentelijke herindeling van 1977.

## Geografie
Sint-Ulriks-Kapelle ligt in het zachtglooiende Pajottenland, gelegen in de Brabantse Leemstreek tussen 20 en 50 m boven de zeespiegel. Het dorp telt 1.877 inwoners (2020), is 489 ha groot en is gelegen langsheen de E40 tussen Ternat en Groot-Bijgaarden.

## Geschiedenis
Historisch maakt Sint-Ulriks-Kapelle deel uit van het Land van Asse. Juridisch viel de heerlijkheid, later zelfs tot baronie verheven, onder het ancien régime binnen de meierij van Rode, in het kwartier van Brussel van het hertogdom Brabant. Na de Franse invasie werd Sint-Ulriks-Kapelle (toen als Capelle-Saint-Ulricx gespeld) als gemeente ingedeeld bij het kanton Asse van het Dijledepartement. Dit departement werd nadat de Fransen verdreven waren omgevormd tot de provincie Zuid-Brabant, de latere Belgische provincie Brabant.
Samen met Dilbeek, Groot-Bijgaarden, Itterbeek, Schepdaal en Sint-Martens-Bodegem vormt het sinds 1 januari 1977 de fusiegemeente Dilbeek.

## Bezienswaardigheden
- De Sint-Ulrikskerk
- Het neoclassicistische Kasteel La Motte werd in 1773 gebouwd door architect Laurent-Benoît Dewez en doet dienst als cultureel wijkcentrum.
- Het Kasteel Nieuwermolen
  - De Nieuwermolen
- Het Kasteel van Kapelle
- Het Domein De Verlosser

## Natuur en landschap
Sint-Ulriks-Kapelle ligt op een hoogte van 30-62 meter. In het noorden loopt de Nieuwermolenbeek en in het zuiden loopt de Steenvoordbeek.

## Demografische ontwikkeling
- Bronnen:NIS, Opm:1831 tot en met 1970=volkstellingen; 1976 = inwoneraantal op 31 december

## Burgemeesters
- Frans Girardin, brouwer van lambic en gueuze en burgemeester van 1904 tot 1927[2]
- Joseph Delgof, burgemeester van 1927 tot 1939[2]
- Jean Girardin, burgemeester van 1939 tot 1958[2]
- Camille Boon, burgemeester van 1959 tot 1976[2]

## Cultuur

### Streekproducten
Sint-Ulriks-Kapelle is bekend om de lambiekbrouwerij Girardin, die ook een pils brouwt onder de naam Ulricher.

### Verenigingen
- De werkgroep Bagaya-Kapelle verbroedert sinds 1989 met Bagaya, een dorp in de Casamance, Zuid-Senegal. Het doel is dat de beide leefgemeenschappen elkaar beter begrijpen en waar mogelijk worden concrete kleine ontwikkelingsprojecten gesteund.
- De jeugdbeweging Chiro Kapelle werd in 1952 opgericht.

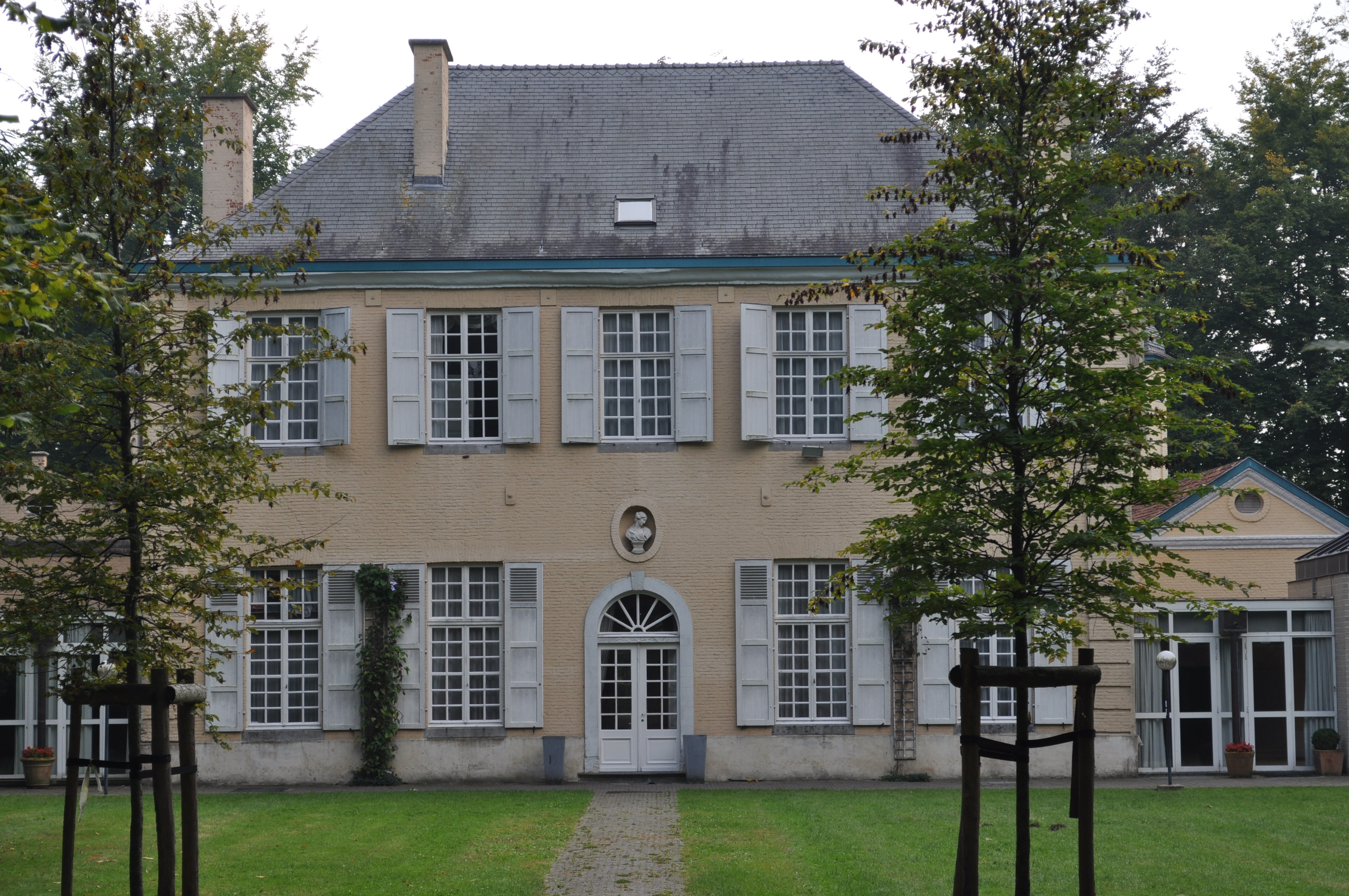
Kasteel La Motte
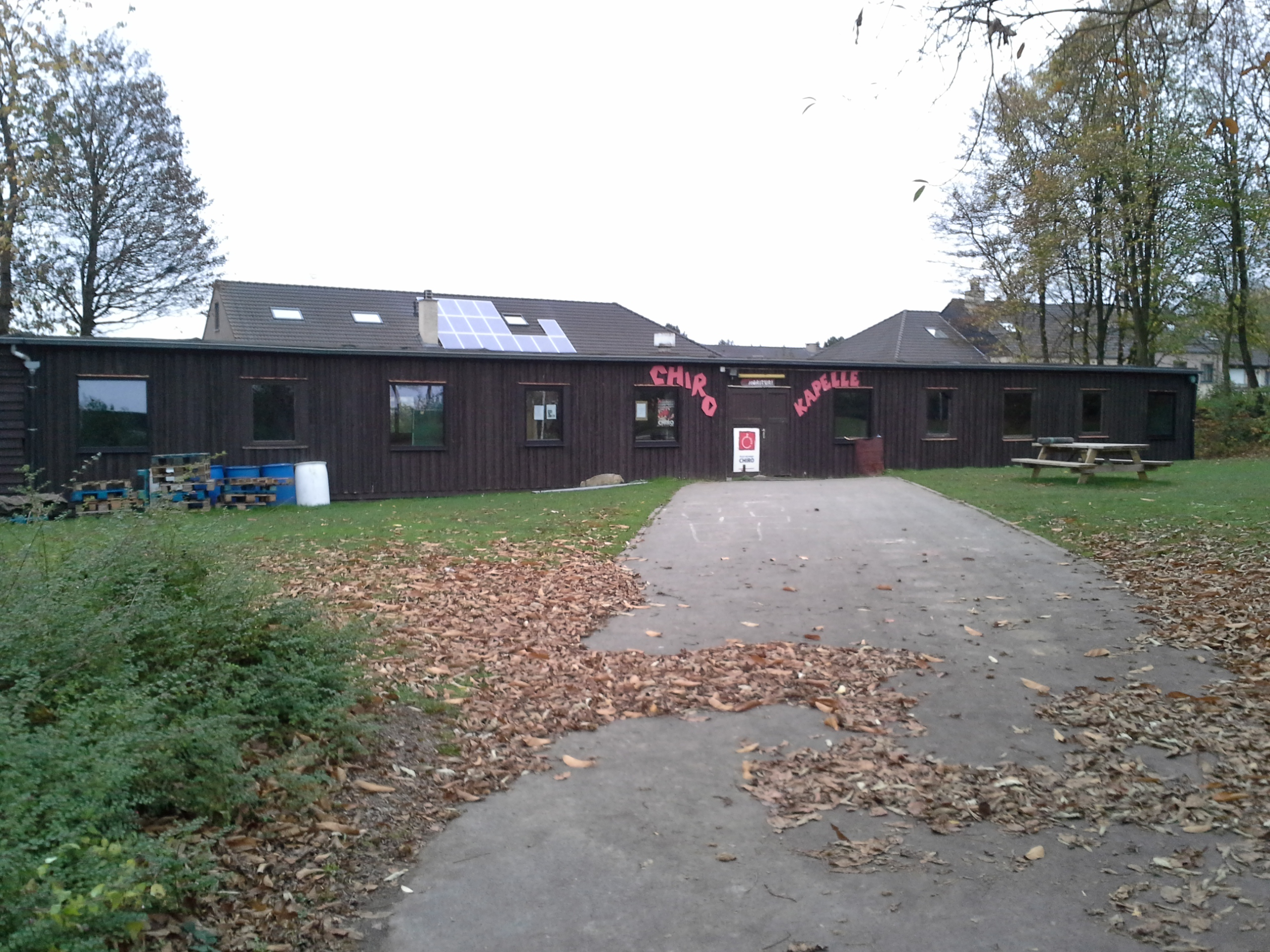
Chiro-lokaal

## Nabijgelegen kernen
Ternat (België), Bekkerzeel, Groot-Bijgaarden, Sint-Martens-Bodegem